# لاندسبرا (آلاباما)
لاندسبرا (به انگلیسی: Lowndesboro) شهری در شهرستان لاوندز ایالت آلاباما است که مساحت آن ۲٫۰۵ کیلومتر مربع است و در سرشماری سال ۲۰۱۰ میلادی، ۱۱۵ نفر جمعیت داشته و تراکم جمعیتی آن، ۵۶٫۱ نفر در هر کیلومتر مربع بوده است.

## نگارخانه

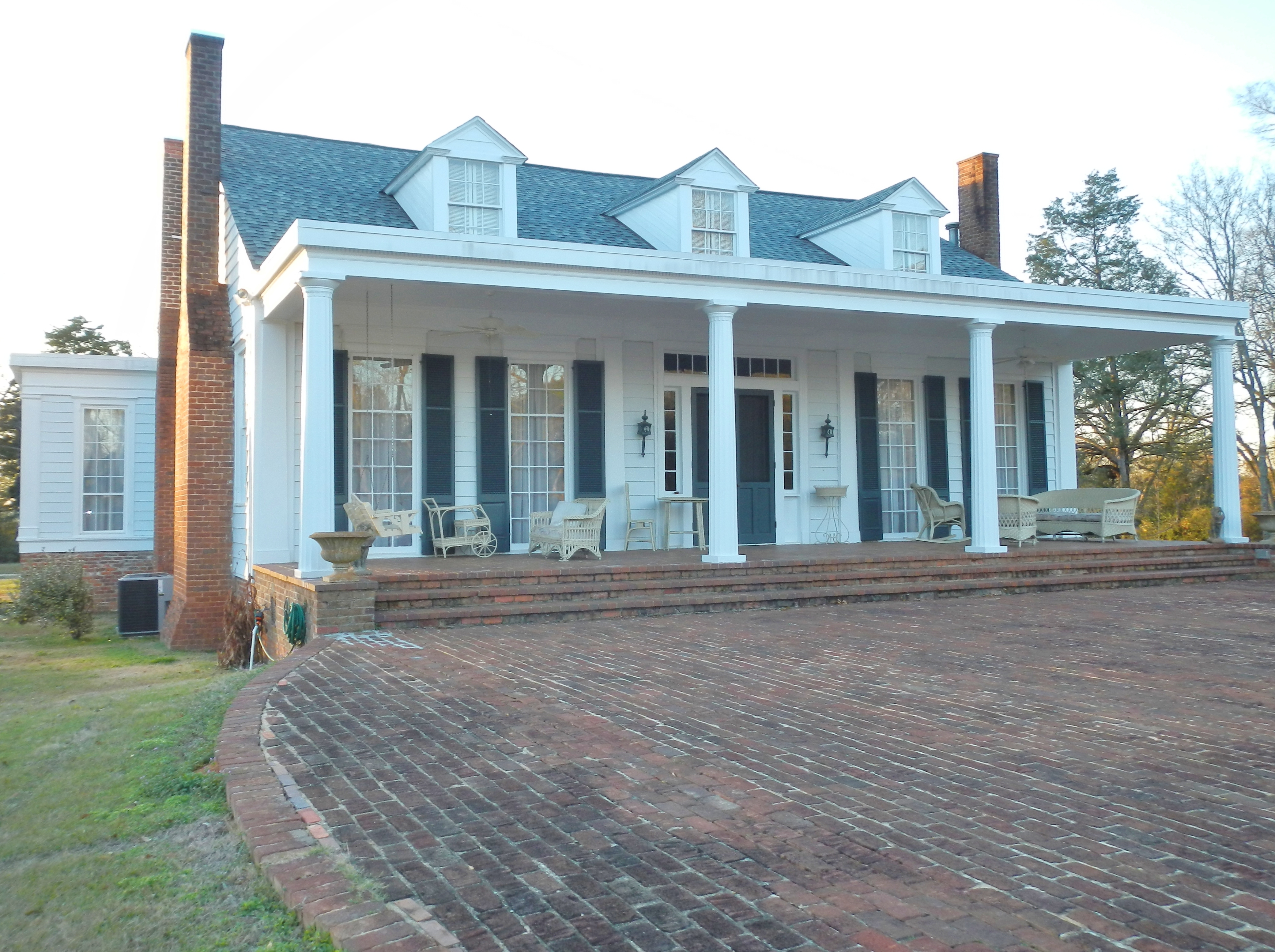
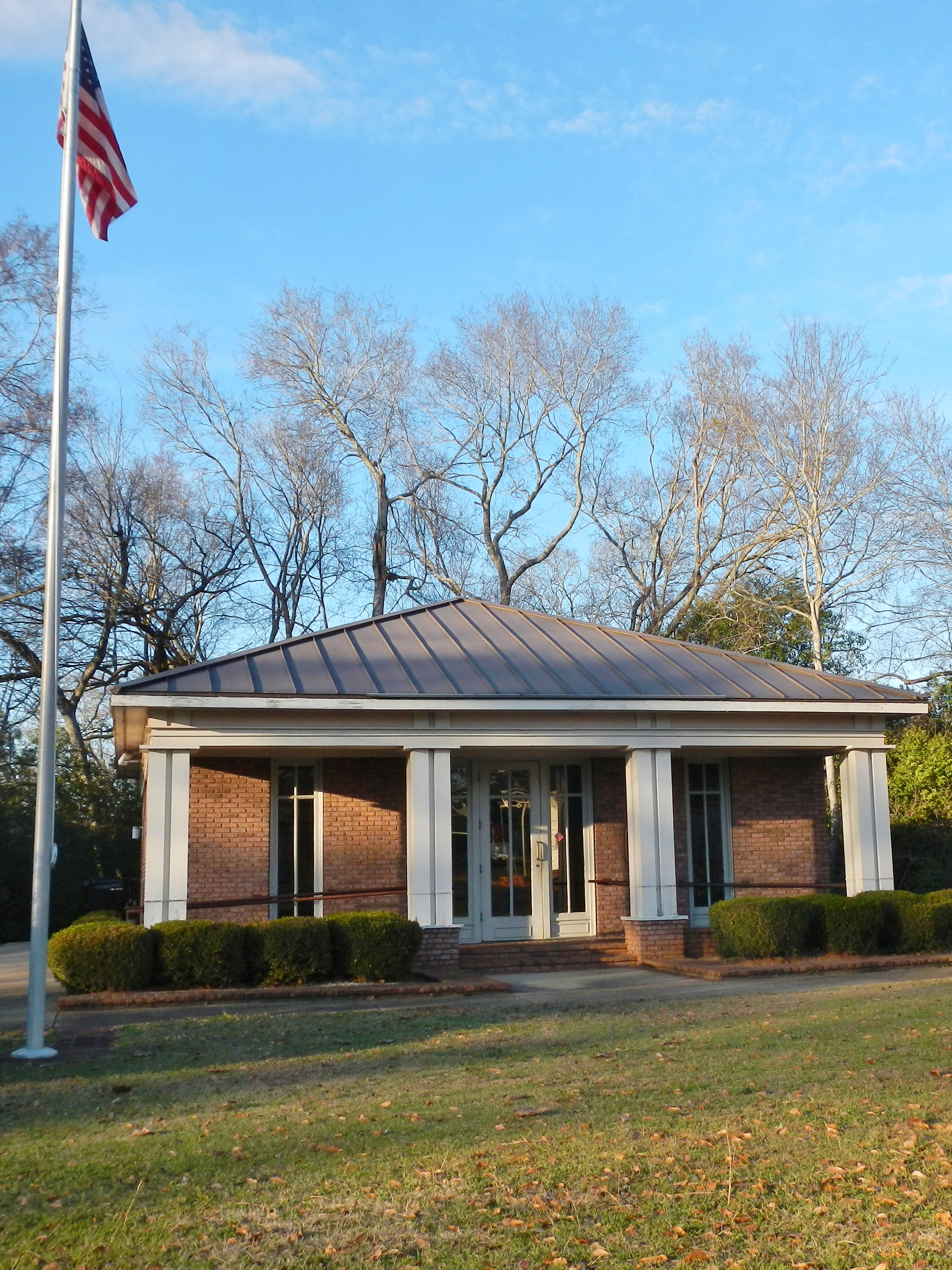
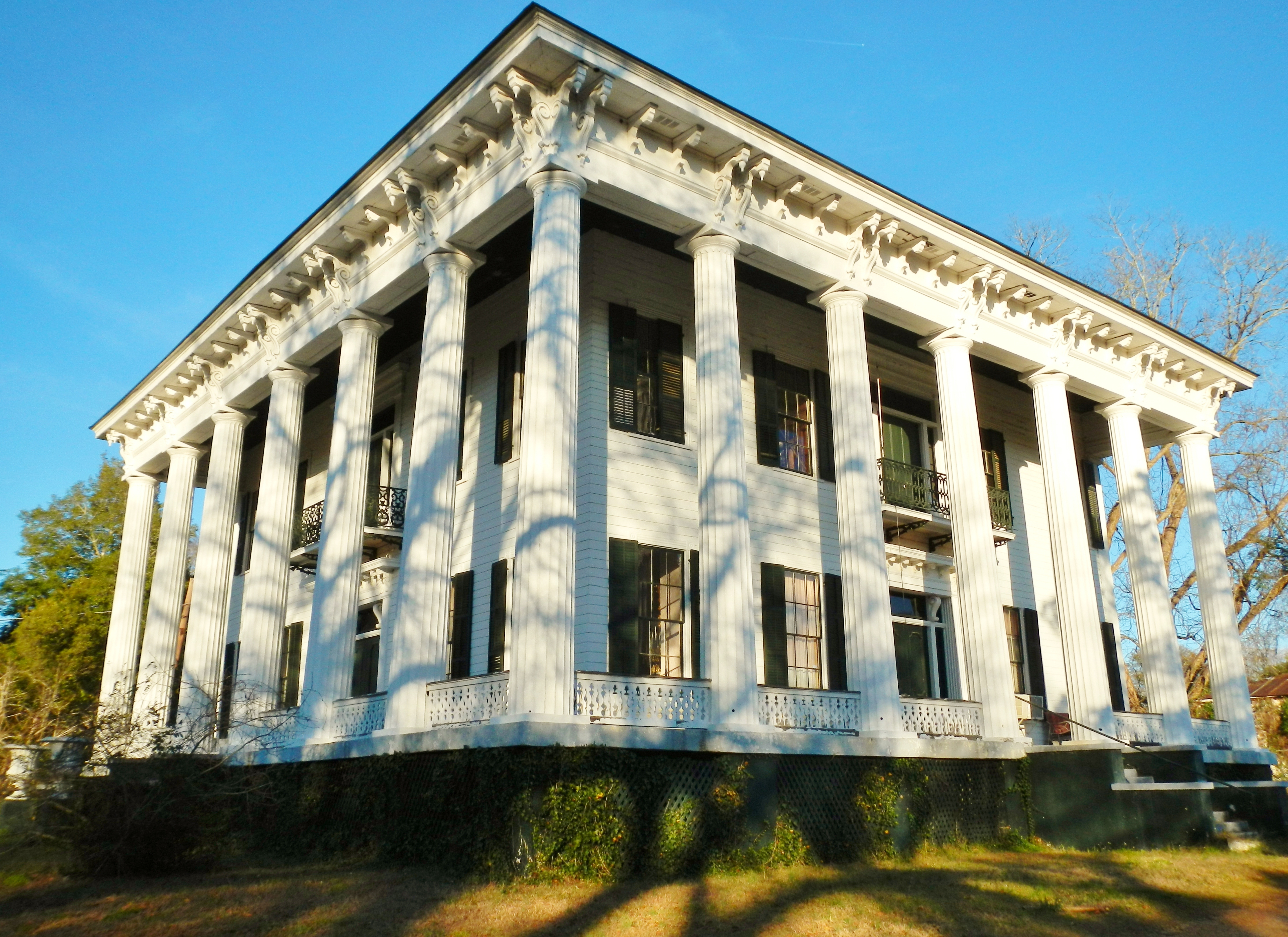
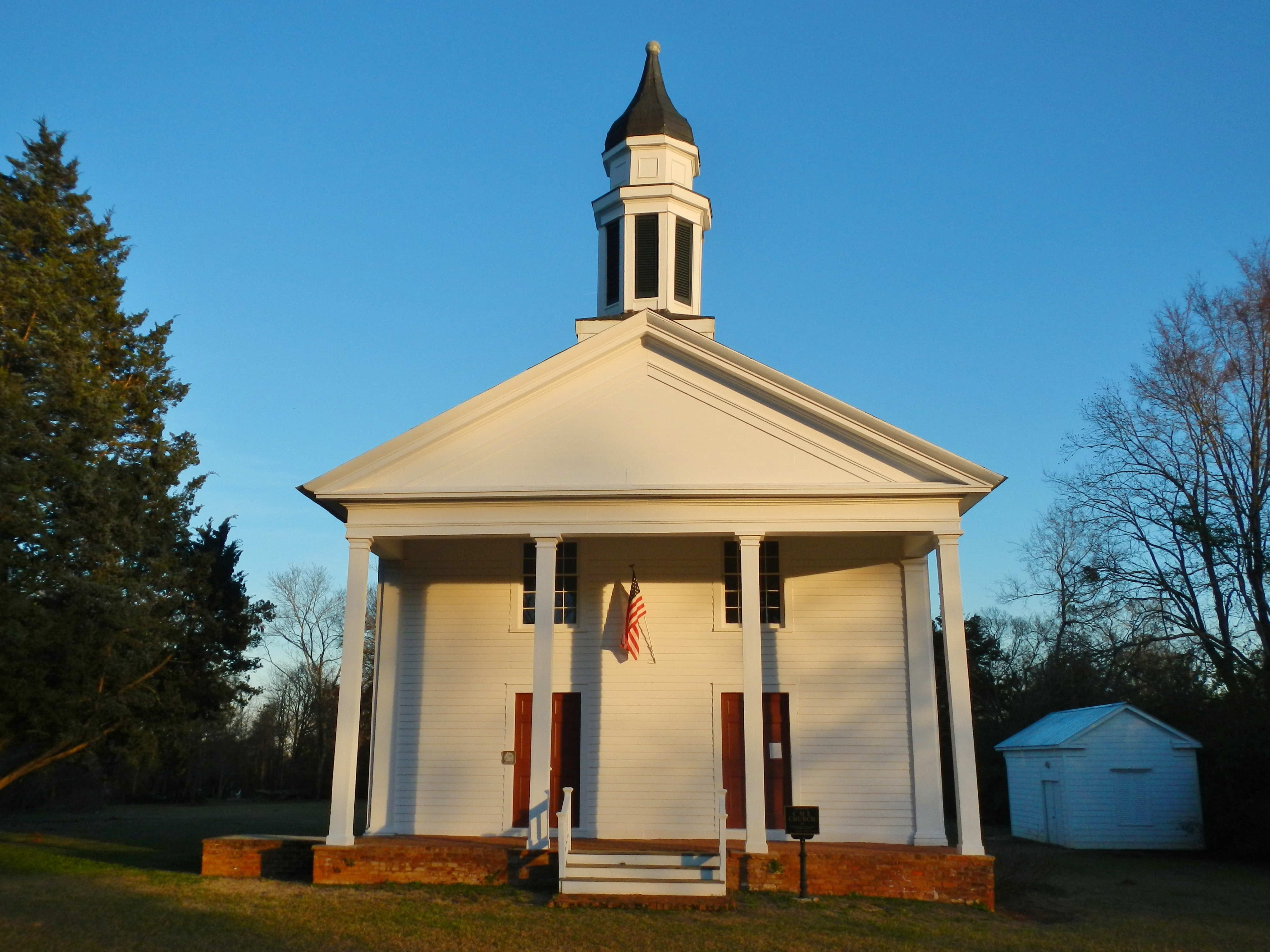
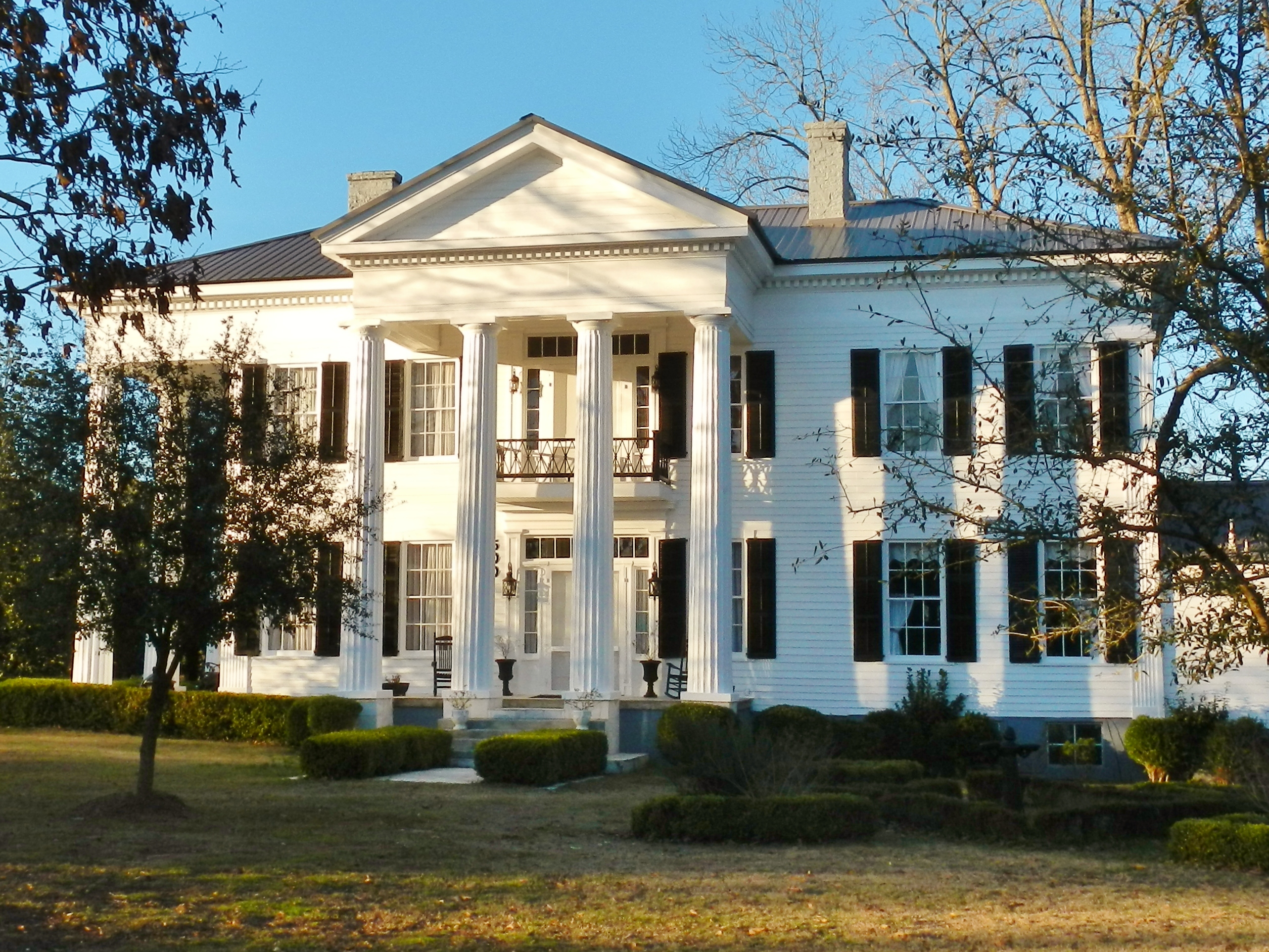
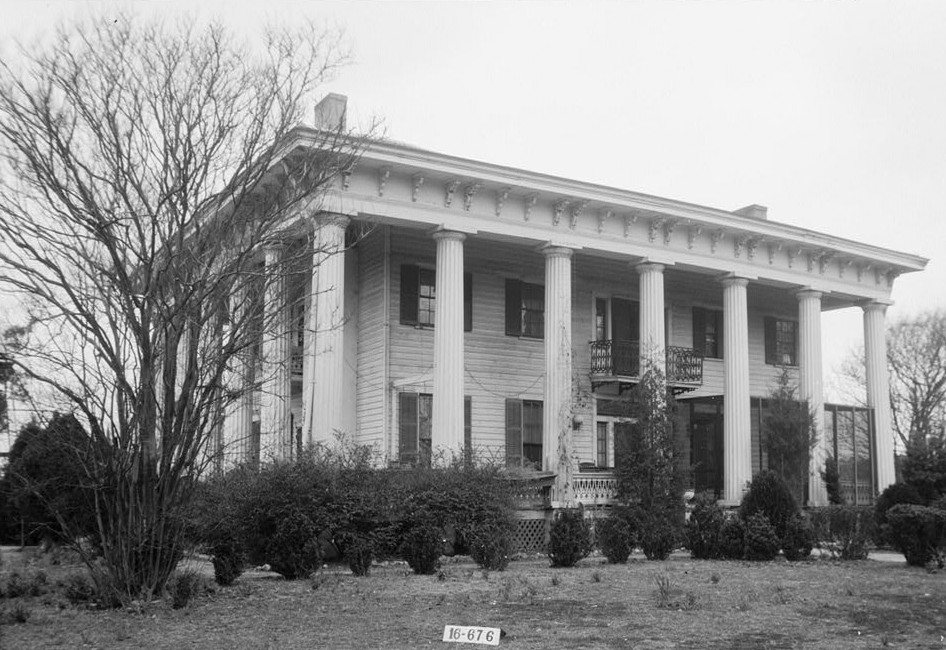